# Einkabelsystem
Ein Einkabelsystem, auch Single Cable Distribution (SCD) genannt, ist ein Verfahren im Antennenanlagenbau, mit dem ein HF-Signal an mehrere Teilnehmer einer Gemeinschaftsrundfunkempfangsanlage verteilt wird. Ein Einkabelsystem fasst verschiedene Rundfunk-Übertragungsverfahren wie herkömmliches Fernsehen, UKW, Internet per TV-Kabel, DVB-C, DVB-H, DVB-T, DVB-S in einem breiten Frequenzband zusammen, das linear (als gesamtes) übertragen wird. Dies geschieht unter Verzicht von Gleichspannungs-Fernspeisung sowie ohne DiSEqC- oder Unicable-Steuersignale; an allen Anschlüssen liegt somit überall in der Anlage das gleiche HF-Signal an. Im Gegensatz zu einer Mehrteilnehmer-Satellitenanlage (wo jeder Teilnehmer Zugriff auf alle Programme eines Satelliten hat) muss bei einem statischen Einkabelsystem eine Auswahl bei der Installation der Anlage erfolgen (bei aufwändigeren Lösungen lässt sich zum Teil die Auswahl durch entsprechende Programmierung nachträglich verändern). Als großen Vorteil ist es jedem Teilnehmer mit entsprechenden Empfängern und Unterverkablung möglich, in einem solchen Einkabelsystem von den verfügbaren Programmen beliebig viele gleichzeitig zu nutzen (z. B. zum Aufnehmen), auch wenn z. B. nur ein Anschluss in der Wohnung zur Verfügung steht.
Als Frequenzbereiche kommen typischerweise 47 – 862 MHz (z. B. DVB-T2, DAB, UKW von Antenne oder DVB-C vom Kabelanschluss) oder 950 – 2250 MHz (DVB-S bzw. DVB-S2 von Satellit) zum Einsatz.

## Statische Einkabelsystemen
Statische Einkabelsysteme sind in der Lage, den Empfang einer feststehenden Auswahl an Programmen über eine bestehende Verkabelung (z. B. Gemeinschaftsantennenanlage oder Kabelanschluss) an allen Anschlussstellen in einem Gebäude zu ermöglichen.

### Statisches Einkabelsystem Kabelfernsehen
Digitales Kabelfernsehen DVB-C sowie Internet per TV-Kabel, sind systembedingt bereits einkabelsystemtauglich. (Für Kabel-Internet müssen lediglich rückkanalfähige Komponenten verbaut sein.)
Ein mögliches vorhandenes DVB-T-Signal kann nicht zusätzlich in das Kabelfernsehnetz eingespeist werden, wenn beide Systeme den gleichen Frequenzbereich belegen.

### Einkabelsystem Digitales terrestrisches Fernsehen
Digitales terrestrisches Fernsehen DVB-T in all seinen Varianten DVB-H, DVB-T Mpeg2, DVB-T Mpeg4, DVB-T2 ist systembedingt bereits einkabeltauglich, und belegt den Frequenzbereich 47–860 MHz.

### Einfaches statisches Einzelband-Einkabelsystem (Einkabellösung)

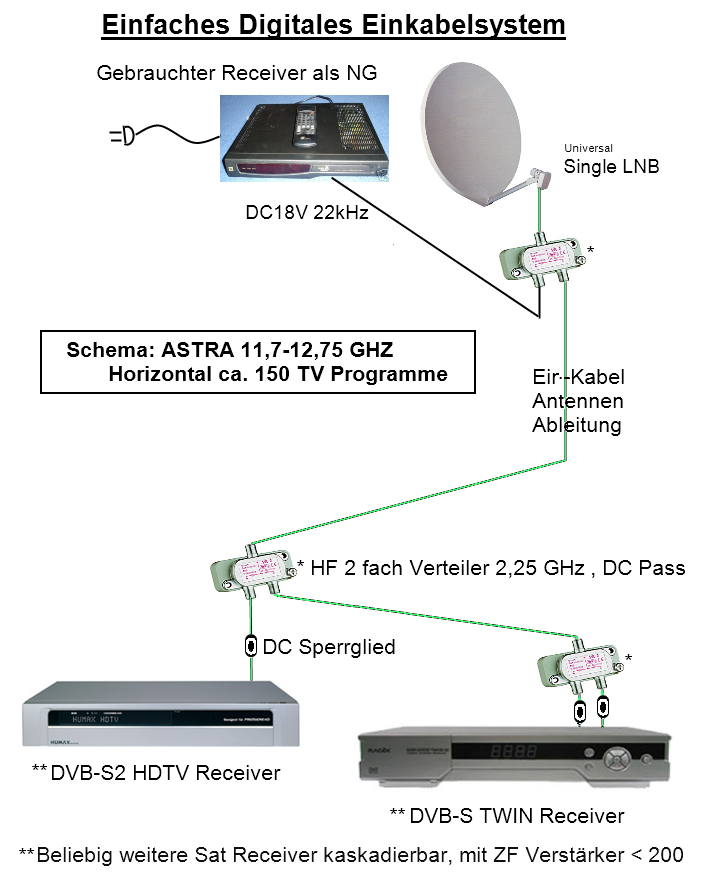
Ein einfaches preisgünstiges Einzelband-Einkabelsystem, wobei ein alter Receiver zur Auswahl der gewünschten Polarisationsebene sowie als Netzgerät (NG) für das LNB verwendet wird. Von den vier verfügbaren Polarisationsebenen wird somit eine innerhalb einer bestehenden Kabelanschluß oder Gemeinschaftsantennenanlagen verteilt.

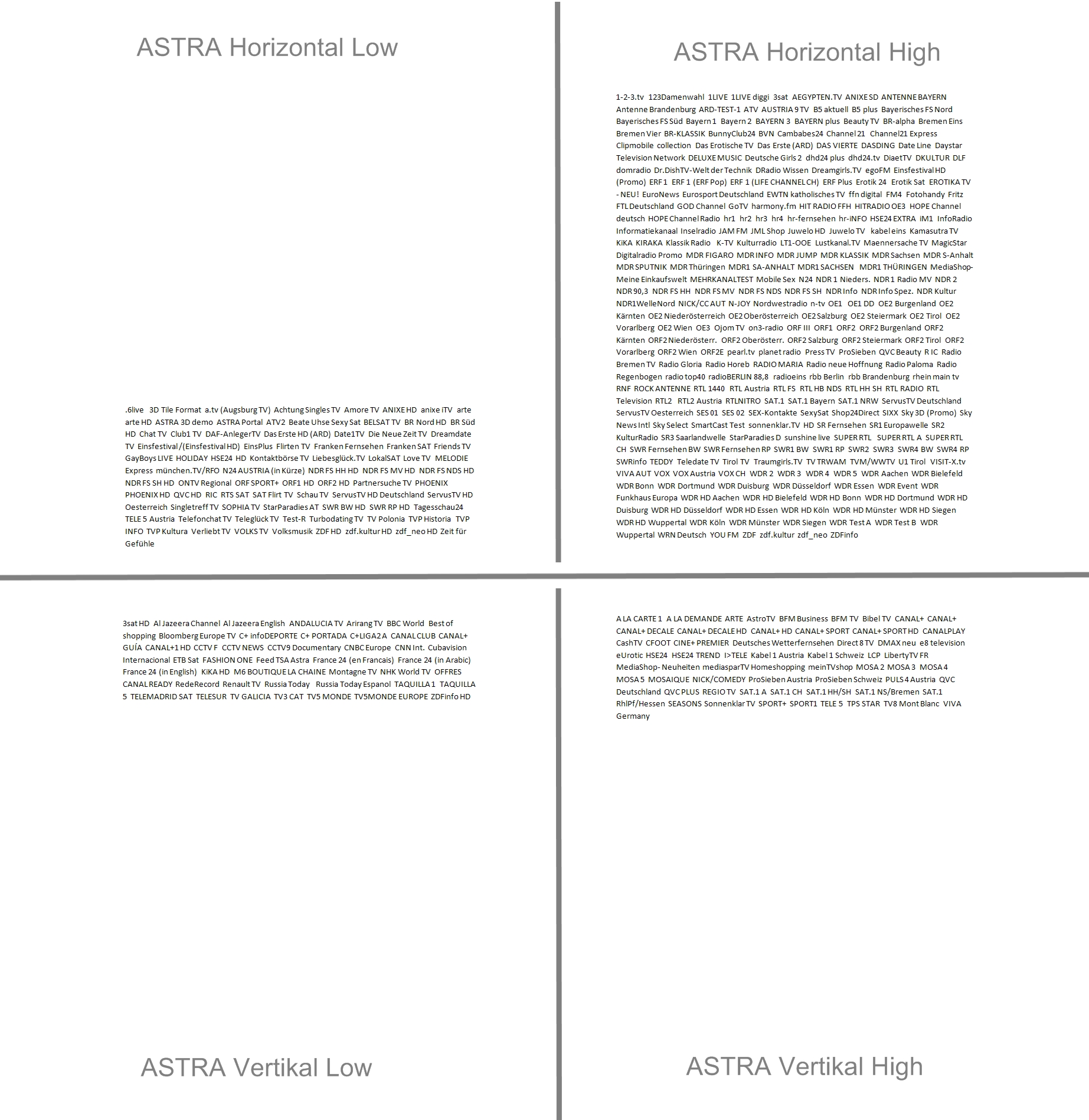
Visualisierung, Konzentration der für den deutschsprachigen Sprachraum wesentlichen SD-Digitalkanäle des ASTRA 19,2° Ost auf der Polarisationsebene „Horizontal High“, Stand 1. Mai 2012

Bei einem Einzelband-Einkabelsystem wird eines der vier je Satellit ausgestrahlten Polarisationsebenen vorausgewählt und als Gesamtes (zum Beispiel Astra 1, horizontal, high 11,7 GHz – 12,75 GHz) über ein beliebig stern- oder baumförmig strukturiertes Koaxialverteilnetz an mehrere Teilnehmer einer Gemeinschaftsantennenanlage weitergeleitet.
Diese Einkabelvariante ermöglicht für den deutschen Sprachraum ein umfassendes Programmangebot; von den größeren deutschsprachigen Stationen fehlen derzeit nur arte, Phoenix, One, EinsPlus, tagesschau24, Tele5 SD, DMAX, Sport 1, VIVA, Nick/CC Deutschland sowie die österreichischen und Schweizer Programme der ProSiebenSat.1-Gruppe – dafür sind aber VIVA und Nick/CC Österreich empfangbar. An HDTV empfängt man hier an deutschsprachigen Sendern allerdings nur Phoenix HD, WDR und Sonnenklar TV sowie verschlüsselt Sky und Tele5.
Nachrüstoption für bestehende Sat Empfangsanlagen: Mittels eines einfachen statischen Einkabelsystems kann auch jeder herkömmliche Sat-ZF-Antennenanschluss (Sat-Antennendose vom Multischalter oder Einzel-LNB) zum Anschluss mehrerer Sat-Receiver (ohne Verlegen neuer Koaxialkabel zur Antenne) nachgerüstet werden.
Insgesamt können mit einer solchen einfachen statischen Einkabelvariante derzeit etwa 150 deutschsprachige Fernseh- und 150 deutschsprachige Radioprogramme empfangen werden.
Derzeitige mit dieser Lösung ebenfalls empfangbare ASTRA-HDTV-Kanäle werden, sobald zum 30. April 2012 die analoge Astra-Programmausstrahlung endet, wahrscheinlich nach Astra Lowband 10,7 GHz–11,7 GHz wechseln.
Für HDTV-Empfang ist aus diesem Grund bereits heute, sofern verkabelungstechnisch möglich, eine vollwertige Sat-ZF-Verteilanlage oder ein teilnehmergesteuertes Einkabelsystem einem statischen Einkabelsystem vorzuziehen.
Von Vorteil ist dann, dass durch einen Wegfall von bandbreitenhungrigen HDTV-Kanälen aus einem beengten Einkabelsystem (11,7 GHz–12,75 GHz, horizontal) anschließend im Einkabelsystem ein herkömmliches unverschlüsseltes Programmangebot in DVD-Qualität (6 Mbit/s–8 Mbit/sec DVB-S MPEG2) an Kanälen sogar noch wachsen kann. Eine HDTV-Aufrüstoption zu einem programmierbaren statischen Einkabelsystem, geeignet zum Empfang einzelner HDTV-Kanäle aus dem Astra-Low-Band, ist jedenfalls auch künftig gegeben.

#### Vorteile
- Sehr kostengünstig, kann durch ein programmierbares Einkabelsystem (auch nachträglich) erweitert werden.
- Eine im Satellitenempfänger hinterlegte NIT (Transpondertabelle) muss nicht angepasst werden.

### Statisches Einkabelsystem mit Frequenzversatz
Mit Hilfe eines Frequenzversatzes (horizontal 1100 MHz–1680 MHz/1800 MHz–2200 MHz, vertikal) wurden Satelliten-Transponder verschiedener Sat-Ebenen durch Filter auf ein HF-Signal zusammengefasst und an mehrere Teilnehmer weitergeleitet.
Diese Einkabelsystemvariante ist inzwischen weitgehend technisch überholt. ProSiebenSat.1 Deutschland hat ihre Programme am 2. April 2007 vom Astra-Transponder Nr. 104 auf den einkabelfreundlichen horizontalen Astra-Transponder Nr. 107 gewechselt.
Einkabelsysteme mit Frequenzversatz beinhalten einen breitbandigen Sat-ZF-Verstärker sowie ein Fernspeisenetzgerät. Diese können nun durch Vorschalten eines einfachen Zweifachverteilers (Rückbau auf ein Einfaches Einzelband-Einkabelsystem) als Sat-Netzgerät mit Verstärker weiterverwendet werden.
Typische Bezeichnungen sind: CEF211D, DUR EK-1, EKF 1100, GP31D, GP31-ED, SEV 1206. Der Hersteller „Smart“ liefert inzwischen ein Umbau-Kit für bestehende GP31D(ED)-Einkabelsysteme.
Viele Wohnanlagen wechseln derzeit auch auf ein H104-Einkabelsystem, das dann eine Option für fünf weitere Sat-Transponder bietet.

### Programmierbares statisches Einkabelsystem

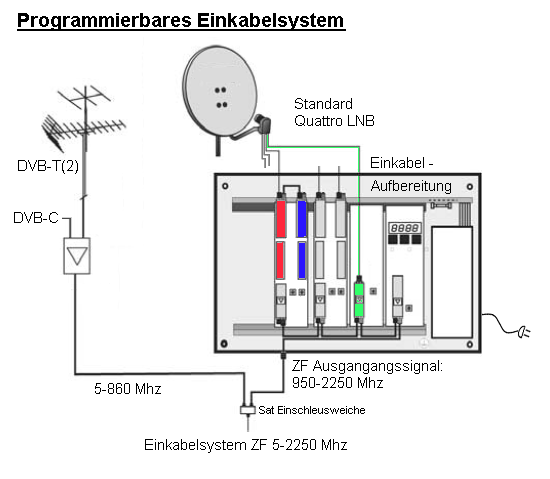
Programme im Grün dargestellten Signalzweig werden in ihrer Frequenz nicht verändert (umgesetzt), sondern nur gefiltert und verstärkt, dies ermöglicht ein einfaches Gesamtkonzept bei gleichzeitig großer Programmvielfalt. Siehe nächste Grafik für eine beispielhafte Frequenzverteilung.

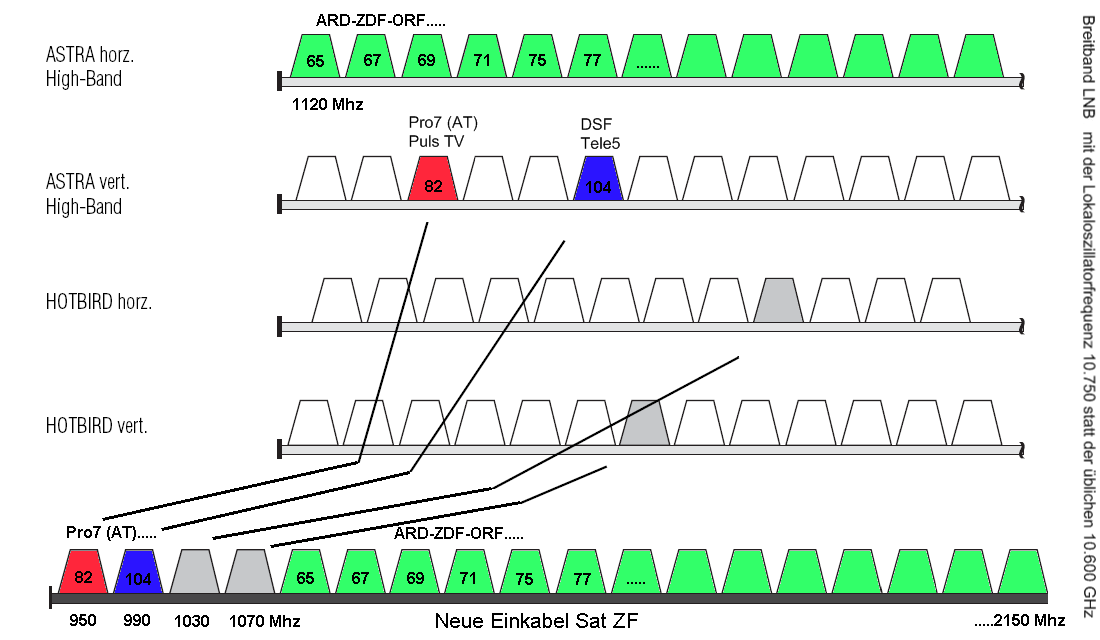
Beispielhafte Frequenzverteilung für Österreich: Zusätzlich zum horizontal-High-Band von Astra 1 (mit vielen Deutschen TV-Sendern) werden die Transponder 82 und 104 vom vertikal-High-Band umgesetzt (ProSiebenSat1 Austria, Puls TV, Sport 1 und Tele5).

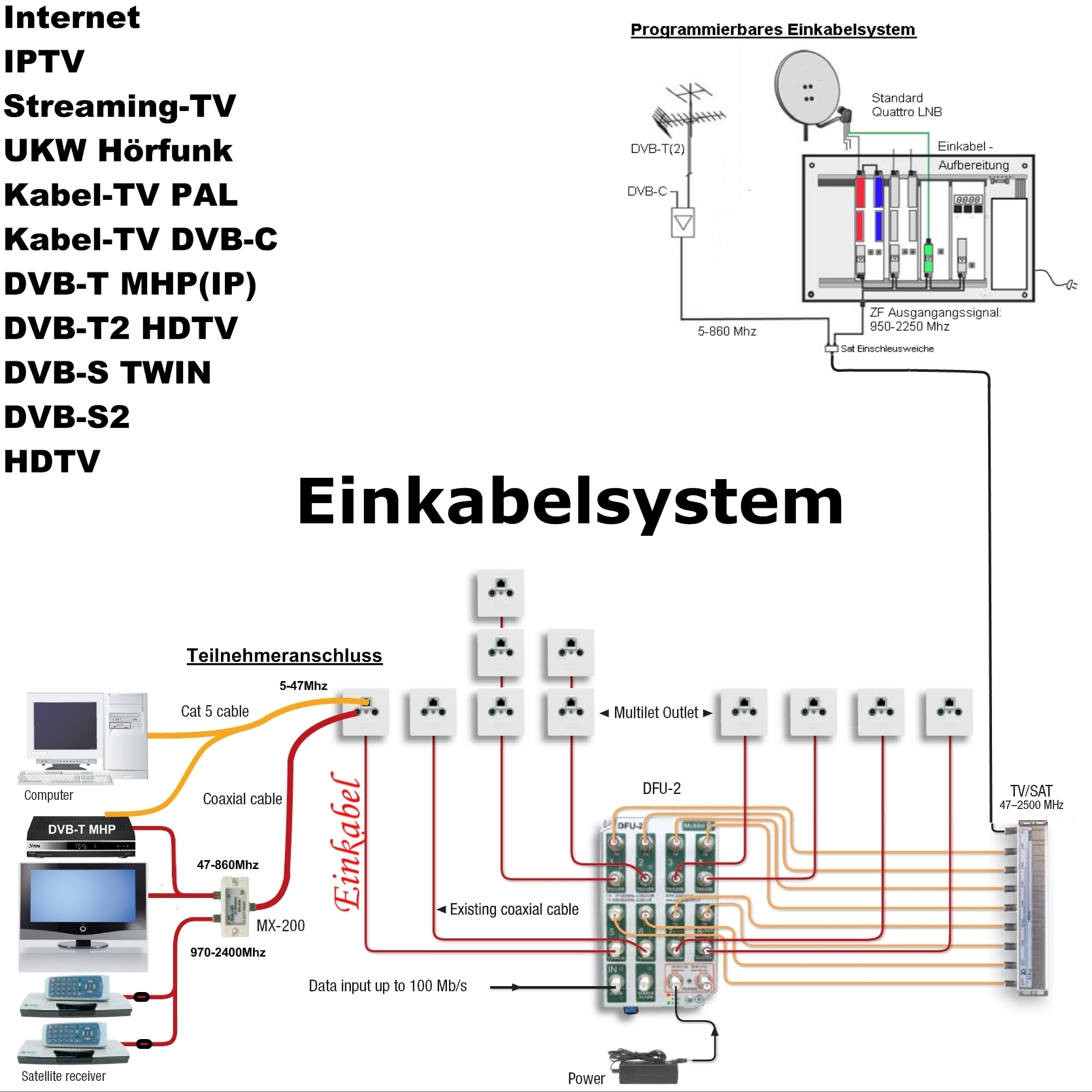
Beispielhaft die Gesamtübersicht der Verkabelung eines programmierbaren Einkabelsystems.

Programmierbare Einkabelsysteme arbeiten zum Einbinden weiterer Transponder nicht nur mit passiven Filtern, sondern ermöglichen das Zusammenstellen einer neuen individuellen optimalen Sat-ZF durch ein aktives Umsetzen von einem oder mehreren SAT-Transpondern in eine andere Frequenz.
- Unterschieden werden einfache Systeme, die im Frequenzbereich 950 MHz–1100 MHz das Einbinden von zwei weiteren Transpondern ermöglichen. Diese zwei Transponder sind nur bedingt frei wählbar z. B. 104 (DMAX, Sport 1, Tele 5 und einige Teleshoppingprogramme) und 78 (VIVA, Nick/CC Deutschland). Typische Bezeichnungen sind DPA-3/1, DPA31[6] (Insgesamt etwa 200 deutschsprachige TV Kanäle.)

- Daneben gibt es transpondervariable statische Einkabelsysteme wie etwa H104plus-Systeme. Diese können durch Einsatz der PLL-Frequenzsynthesizer-Technik (anstatt einer werksseitigen Festprogrammierung) bis zu 5 individuelle zusätzliche Transponder nach freier Wahl (auch von anderen Satellitenpositionen) samt all ihren TV- und Radioprogrammen umsetzen.

- Professionelle „programmierbare Einkabelsysteme“ setzen die einzelnen Transponder sehr selektiv (mit Hilfe von OFWs) weitestgehend variabel um. Durch OFWs erreicht man ein sehr gutes S/N-Ratio und das Signal kann mit wenig Qualitätsverlust auch in sehr großen Wohnanlagen verstärkt verteilt werden. Solche Systeme sind modular und können bis zu 10 Transponder (mit je typisch sechs TV-Kanälen) individuell behandeln. In Kombination mit lediglich durchgeschleiften unveränderten Sat-Transpondern ist eine umfassende Variabilität gewährleistet. Typische Bezeichnungen sind: TSM1000, TSM2000, IRCO, Smart-IF-Choice-Light….

#### Vorteile gegenüber den einfachen Einkabelsystemen
- Diese Systeme werden hauptsächlich zur Umsetzung von mehreren digitalen Transpondern genutzt, somit ist ohne weiteres möglich, in einer Einkabelsystem-ZF etwa 200 gewünschte Sat-TV-Kanäle und etwa 200 Radioprogramme, unter Aussparung unerwünschter Programme, zusammenzustellen.

- Programmierbare Einkabelsysteme können mit einfachen statischen Einkabelsystemen (auch nachträglich) in Kombination betrieben werden, was Kosten spart.

- Es können Transponder mit interessanten Programmen von verschiedenen Satelliten zu einer einzigen neuen SAT-ZF zusammengefasst werden.

- Neue HDTV-Digitalprogramme, die nach einer ASTRA-PAL-Einstellung möglicherweise künftig konzentriert im SAT-Frequenzbereich 10,70 GHz–11,70 GHz senden werden, können mittels programmierbarem Einkabelsystem ebenso (typisch vier beliebige Transponder) in eine Einkabel-ZF eingebunden werden.

- Ausgehend von Marktuntersuchungen, die zeigen, dass ein durchschnittlicher Fernsehhaushalt etwa ein Angebot von achtzig TV-Kanälen aktiv nützt,[7] erfüllt ein optimiertes Einkabelsystem dies mit einer Programmkapazität (bereits im Sat-Band) von etwa 200 TV-Kanälen im Faktor 2,5. Durch neue Komprimierungstechniken wie MPEG-4 wird das Potential an linear über ein Koaxialkabel übertragbaren TV-Programmen noch um ein Drittel ansteigen oder kann dann für HDTV genutzt werden.

#### Nachteile gegenüber den einfachen Einkabelsystemen
- Bei nachbarkanaltauglichen professionellen Lösungen eines programmierbaren Einkabelsystems entstehen höhere Anschaffungskosten als bei den übrigen Einkabelsystemen
- Eine im Satellitenempfänger werksseitig hinterlegte NIT (Transpondertabelle) muss einmalig für jene Transponder, die in ihrer Frequenz geändert wurden, angepasst werden. Sonst werden davon betroffene Programme bei einem normalen Sendersuchlauf nicht gefunden (Ausnahme: DVB-S Receiver mit Blindscan).
- Die in statischen Einkabelsystemen technisch bedingte Beschränkung der maximal übertragbaren Transponder ist für große Anlagen, wo viele verschiedene Nutzer großes Interesse an möglichst vielen zusätzlichen, zumeist nicht deutschsprachigen SAT-Programmen haben, ein großes nicht lösbares Problem (hier sollte evtl. die Verwendung des Unicable-Systems (= teilnehmergesteuertes Einkabelsystem) in Betracht gezogen werden). Programmierbare Einkabelsysteme für 10 Transponder kosten ca. 1000 Euro. Eine maximale Ausrüstung auf 30 Transponder kann dann ca. 3000 Euro kosten, wobei dann noch weitere Kosten für neue Antennendosen und Verteilverstärker sowie der Arbeitslohn hinzukommen können.

## Allgemeine Vorteile
Einkabelsysteme eignen sich besonders in Wohnanlagen, bei denen aus Gründen des Mietrechtes oder des Denkmalschutzes nur eine gemeinsame Sat-Empfangsanlage in Frage kommt und wo gleichzeitig eine bestehende Antennenverkabelung ohne großen Aufwand für den Sat-Empfang nachgerüstet werden soll.
- Eine bei herkömmlichen Sat-Empfangsanlagen mit Sat-ZF-Verteilung notwendige exklusive Koaxialleitung je angeschlossenem SAT-Receiver (Sternverteilung) kann entfallen.
- Bei älteren Häusern ohne Sternverteilung entfällt eine Neuverkabelung, welche besonders bei Etagenwohnungen meist undurchführbar wäre.
- Bei Einkabelsystemen gehen digitale Zusatzdienste, wie Internet per Sat, digitaler Mehrkanalton, EPG, MHP, SAT-Datendienste usw. nicht verloren.
- Die sonst im Sternnetz nötigen Umschaltsignale (14 / 18 Volt für vertikal bzw. horizontal, 22 kHz für den Wechsel des Frequenzbandes und/oder des Satelliten, siehe dazu auch DiSEqC), entfallen, so dass die meist schon vorhandene Baum- oder Busstruktur weiter genutzt werden kann.
- SAT-Einkabelsysteme sind durch ihre modulare Erweiterbarkeit nicht minder zukunftssicher als Kabelfernsehen, oder eine Sat-Aufbereitung.
- Mehrere Sat-Empfänger DVB-S DVB-S2 HDTV, auch Twin-Receiver, können in beliebiger Anzahl an einer einzelnen gemeinsamen Antennenableitung oder Antennendose über einfache HF-Verteiler angeschlossen und ohne gegenseitige Beeinflussung betrieben werden.
- Eine vorhandene Anlage, die als Einkabelsystem ausgeführt wurde, kann relativ einfach auf das modernere Unicablesystem erweitert werden.

## Allgemeine Nachteile
- Wegen der Begrenzung der gleichzeitig übertragbaren SAT-Transponderkanäle kann nicht das komplette Angebot des Satellitenbetreibers oder mehrere Satellitenangebote für zusätzliche Sat-Kanäle gleichzeitig genutzt werden.
- Da die Transponder bei statischen Sat-Einkabelsystemen üblicherweise nur frequenzmäßig umgesetzt und nicht neu moduliert werden, sind die etwa 30 umgesetzten Transponder weiterhin mit bis zu 36 MHz Bandbreite QPSK- bzw. 8PSK-moduliert. Eine ähnliche, sogar leicht höhere Datenrate lässt sich bei QAM-Modulation in einem terrestrischen TV-Kanal von 8 MHz Bandbreite erreichen. Im terrestrischen Bereich stehen deutlich mehr TV-Kanäle zur Verfügung als Sat-Transponder in die Sat-ZF passen, wodurch ein Kopfstellensystem etwa die dreifache Übertragungskapazität aufweist als eine statische Sat-ZF-Umsetzerlösung.
- Neue Sender und Sender, die den Transponder wechseln, können bei den einfachen Einkabelsystemen möglicherweise nicht (mehr) empfangen werden. Hier ist, wenn die Anzahl der übertragbaren SAT-Transponderkanäle ausreicht, ein Aufrüsten auf ein programmierbares Einkabelsystem notwendig, was Kosten verursacht.

Um Probleme mit möglicherweise von Empfängern ausgegebenen Fernspeise-Spannungen zu vermeiden, ist es wichtig, gezielt z. B. gesonderte DC-Blocker, SAT-Dose ohne DC-Durchgang, Verteiler ohne DC-Durchgang, oder ggf. Dioden-entkoppelte Verteiler einzusetzen.

## Alternativen
Statische Sat-Einkabelsysteme können durch Kabelfernsehen, eine vollwertige konventionelle Sat-ZF-Verteilung mittels Multischaltern oder durch moderne Unicable-Systeme (= teilnehmergesteuerte Einkabelsysteme) ersetzt werden. Insbesondere der neue Einkabelstandard JESS (oft als „Unicable II“ bezeichnet), welcher seit 2014 die gültige Europanorm (EN 50607) für teilnehmergesteuerte Einkabelsysteme ist, ermöglicht es bis zu 32 Empfangsgeräte unabhängig voneinander und ohne jegliche Programmbeschränkung (auch Mehrsatellitenempfang) über eine einzige Leitung zu versorgen.
Eine neue Alternative ist die Sat-over-IP-Technik (auch Sat-IP genannt), die das Umsetzen der Sat-Signale in lokale Netze ermöglicht. Damit stehen in der Basiskonfiguration bis zu vier frei empfangbare TV-Sender an IPTV-fähigen Geräten zur Verfügung.

## Frequenzplan 2,3-GHz-Einkabelsystem
| 5 MHz–47 MHz          | Ethernet über Koaxial                                          |
| 87,5 MHz–108 MHz      | UKW                                                            |
| 105,25 MHz–463,25 MHz | Kabelfernsehen PAL, DVB-C                                      |
| 105,25 MHz–855,25 MHz | erweitertes Kabelfernsehen PAL, DVB-C (in manchen Kabelnetzen) |
| 471,25 MHz–855,25 MHz | Terrestrisches Fernsehen PAL, DVB-T                            |
| 471,25 MHz–855,25 MHz | Kanalaufbereitung für Wohnanlagen PAL                          |
| 950 MHz–2250 MHz      | digitaler SAT Einkabelempfang                                  |
| 5 MHz–2250 MHz        | Einkabelsystem gesamt                                          |

## Glossar
- Channel Stacking System (CSS) oder Satellite Channel Router (SCR) bzw. der Markenname Unicable bezeichnet ein Verfahren der Signalverteilung, das mittels DC-Fernspeisung (Gleichstromversorgung) und überlagerter Diseqc-Steuersignale bis zu acht Empfänger pro Koaxialleitung mit Signal versorgen kann.
- SAT-ZF-Bandpass-Filter. Beim Einsatz von programmierbaren Einkabelsystemen ist es möglich, nur einen Teil der Programme selektiv aufzubereiten und die übrigen direkt über Filter (zum Pegelangleich) nach der Blockumsetzung einzuspeisen. Für diesen Zweck stehen verschiedene SAT-ZF-Filter zur Verfügung. (In dieser Kombination kann die Aufbereitung der SAT-ZF besonders kostengünstig optimiert werden).
- Kanalselektive SAT-ZF-Umsetzung. Da der Empfangsbereich analoger und digitaler Receiver 950 MHz bis 2150 MHz beträgt, müssen die – über ein programmierbares Einkabelsystem – aufbereiteten Transponder innerhalb dieses Bereiches umgesetzt werden. Der Frequenzabstand (Frequenzraster) ergibt sich aus der Bandbreite der Transponder und beträgt üblicherweise (ASTRA, EUTELSAT) 40 MHz. Somit können in dem zur Verfügung stehenden Frequenzbereich von 1135 MHz (2150 MHz – 1015 MHz = 1135 MHz) 28 Transponder (1135 MHz geteilt durch 40 MHz = 28) umgesetzt werden. Setzt man eine durchschnittliche Anzahl von 6 Digitalprogrammen je Transponder voraus, so sind über die TSM2000-SAT-ZF-Umsetzung ca. 168 verschiedene Programme zu empfangen.[10]